# Tavaszi zápor
A Tavaszi zápor 1932-ben bemutatott fekete-fehér, magyar játékfilm. Rendezője Fejős Pál.

## Cselekménye
Egy vidéki nemesi kúriában bálba készülődnek. A cselédlány Mari elkíséri gazdáját és annak leányát a bálba. Mari csak kívülről figyeli a bálozókat, de onnan is elzavarják. Később az intéző a bálból hazakíséri a házikisasszonyt, majd még ott a kertben bonbonokkal kínálgatja, végül elcsábítja Marit. Hónapokkal később a gazdaasszony megtalálja Mari babakelengyéjét és elkergeti őt a háztól. A terhes lány a faluban senkinél nem kap munkát, ezért a városba megy, alkalmi takarításból próbál megélni. Végül a Fortuna bordély úrnője fogadja be, felszolgáló lesz, ott szüli meg gyermekét. 
A falujába megy megkeresztelni kislányát és a templomban a gyermekét tartó Mária szobra elé járul vele, oltalmát kéri. Amikor azonban a városba visszatér, becsöngetnek hozzá: három hölgy feljelentése alapján hatósági intézkedéssel elveszik és lelencházba adják a kislányt. Mari kézcsókokkal búcsúzik el a prostituáltaktól és félőrülten, kétségbeesve keresni kezdi gyermekét. A falujában bolondnak tartják, űzik, gúnyolják. Megkondul a templom harangja (ahogy a csábítás éjszakáján is); a lány dúltan, fenyegetően közeledik a Mária-szobor felé, ám amikor ütésre emeli karját, elterül a földön.
A történet az égben folytatódik. Mari a mennybe emelkedik, ott tiszta konyha, ezüstösen csillogó vödör és súrolókefe várja. Megpillantja, hogy lenn a Földön lányát el akarják csábítani, ekkor kiönti a vödör vizet, vagyis záport zúdít a Földre: az alföldi legenda szerint a halott anya így akadályozza meg lánya rossz útra térését.

## Filmtörténeti szerepe
Fejős Pál korábban az Egyesült Államokban rendezett némafilmeket. Onnan Párizson át hazajött, hogy itt művészi igényességgel készítsen filmet, amire szerinte az USA-ban nem volt lehetőség. Úgy vélte, hogy az „egzotikus” környezet segíteni fog a film amerikai bemutatásában is. A filmet több nyelvi változatban készítette és a főszerepet ismert francia filmsztárra, Annabellára (Suzanne Georgette Charpentier) bízta. 
Bár a cselekmény a „bukott” cselédlány sablonos történetére épül, az alkotás így is kiemelkedik a hosszú párbeszédekkel zsúfolt, egysíkúan fényképezett korai magyar hangosfilmek közül. A filmben csak kevés szöveg hangzik le, és szinte teljesen hiányoznak a dialógusok. A rendező az érzelmeket párbeszédek helyett képi eszközökkel, vágással, hangeffektusokkal, zenével igyekezett kifejezni. Ez a törekvés azonban néhol a némafilm erőltetett teatralitásához, túlzó megoldásaihoz vezetett.
„A Tavaszi zápor félúton [van] a modern művészfilm és a konvencionális melodráma között.” Fejős Pál 1932-ben megjelent nyilatkozatából kitűnik, hogy ennek maga a rendező is tudatában volt. Filmjét a korabeli közönség és kritika egyaránt elutasította, de a korai magyar hangosfilm történetének jelentős alkotásaként tartják számon.

## Szereplők
| Szereplő(k) hangja | Szereplő(k) neve      |
| ------------------ | --------------------- |
| Annabella          | Szabó Mari            |
| Gyergyai István    | intéző                |
| Dajbukát Ilona     | a jegyzőné            |
| Bársony Rózsi      | a jegyzőné lánya      |
| Zala Karola        | a Fortuna tulajdonosa |
| Gózon Gyula        | vendég a kávéházban   |
| Ladomerszky Margit | a kávéház szépe       |
| Makláry Zoltán     | vasutas               |
| Pethes Sándor      | táncmester            |